# Tesárska roklina
Tesárska roklina je přírodní památka v katastrálním území obce Hontianske Tesáre v okrese Krupina v Banskobystrickém kraji na Slovensku. Území bylo vyhlášeno v roce 1999 a jeho rozloha je 0,78 hektaru. Předmětem ochrany je kaňonovité údolí budované epiklastickými sedimenty, původem ze štiavnického stratovulkánu. Na údolní stěně je patrná chaotická sedimentace v deltě bývalého vodního toku, dokládající přítomnost moře.